# Lac Sunday
Le lac Sunday est un lac situé dans la municipalité de Saints-Martyrs-Canadiens, dans de la municipalité régionale de comté d'Arthabaska et dans la région administrative du Centre-du-Québec. Il est Lac de tête de la Rivière au Pin (rivière Bécancour), à environ 1.5 km en amont du Lac Breeches.

## Géographie
Le lac d'une longueur de 2.5 km et d'une largeur de 600 mètres est privé et les Frères du Sacré-Cœur en sont propriétaires ; Les rives sont boisées en quasi-totalité. Le Camp Beauséjour est un lieu d’accueil pour les groupes et les familles. Des activités diverses ; séjours récréatifs, camp familial, pêche sont disponibles.